# Azud de la Venta de Pubill
El Azud de la Venta de Pubill es una infraestructura hidráulica española que se encuentra aguas abajo del embalse de Siurana, en el municipio de Cornudella de Montsant, comarca del Priorato, en la provincia de Tarragona, España. Tiene una superficie de más de 12 hectáreas.
El efecto amortiguador del embalse de Siurana ha permitido que en este tramo del río se desarrolle uno de los mejores bosques de ribera de toda la cuenca. Básicamente se trata de una sauceda y una alameda, declarados hábitats de interés comunitario, con la presencia destacada de ejemplares de aliso (alnus glutinosa). En los tramos más abiertos crece el sauce (salix elaeagnos) con algún taray. Los tramos más resguardados, por el contrario, son ocupados por el carrizo y la boga. 